# Jean Varney
Jean Paul Varney (Bordeaux, 30 septembre 1868 - Paris, 7 juin 1904) est un auteur-compositeur-interprète français. 

## Biographie
Petit-fils du chef d'orchestre Alphonse Varney, fils du compositeur Louis Varney, chansonnier, revuiste, chantant parfois sous le pseudonyme de Max-Myso, il composa les musiques d'environ cent-vingt chansons de la fin du XIXe siècle et du début du XXe sur des paroles, entre autres, de lui-même, de Numa Blès, Eugène Héros, Lucien Boyer, Léon de Bercy ou Jean Meudrot. 
Varney écrivit sur tous les thèmes (satire, romance, grivoiserie, chansons politiques...). Sa chanson la plus célèbre reste Vive la liberté ! ou Quelques mots touchant la nécessité ou nous sommes de ne pas crier : Vive quelque chose ! ou Vive rien ! sous le Régime actuel (1899), interprétée par Yvette Guilbert et son plus gros succès fut La Sérénade du pavé, chantée à l'origine par Eugénie Buffet (1894) en faveur des blessés de Madagascar et qui a été reprise par Harry Fragson (1895), Claudius puis Édith Piaf (1954) et par Jack Lantier.
Plusieurs de ces titres sont repris dans le volume Chansons de Bretagne de Théodore Botrel (1894). Il existe plusieurs enregistrements de ses chansons.